# Ni hao, Zhihua
Ni hao, Zhihua (en chino, 你好，之华) es una película de drama romántico de 2018 dirigida y escrita por Shunji Iwai, y protagonizada por Zhou Xun, Qin Hao, Du Jiang y Zhang Zifeng. Fue estrenada el 9 de noviembre de 2018.

## Sinopsis
La película cuenta la historia de una mujer china llamada Yuan Zhihua, una figura clave para la resolución de un conflicto que ha durado tres generaciones.

## Reparto
- Zhou Xun como Yuan Zhihua.
- Qin Hao como el Yin Chuan.
- Du Jiang como Zhou Wentao.
- Zhang Zifeng como joven Yuan Zhihua / Zhou Saran.
- Deng Enxi como joven Yuan Zhinan / Yuan Mumu.
- Bian Tianyang como joven Yin Chuan.
- Hu Changlin como Yuan Chenchen.
- Wu Yanshu (invitado) como Chen Guizhi.
- Tan Zhuo (invitado) como Ji Hong.
- Hu Ge (invitado) como Zhang Chao.